# رگوتینا
رگوتینا (به صربی: Rgotina) یک منطقهٔ مسکونی در صربستان است که در زایچار واقع شده‌است. رگوتینا ۱٬۷۲۱ نفر جمعیت دارد.